# Vaisnavismo gaudía

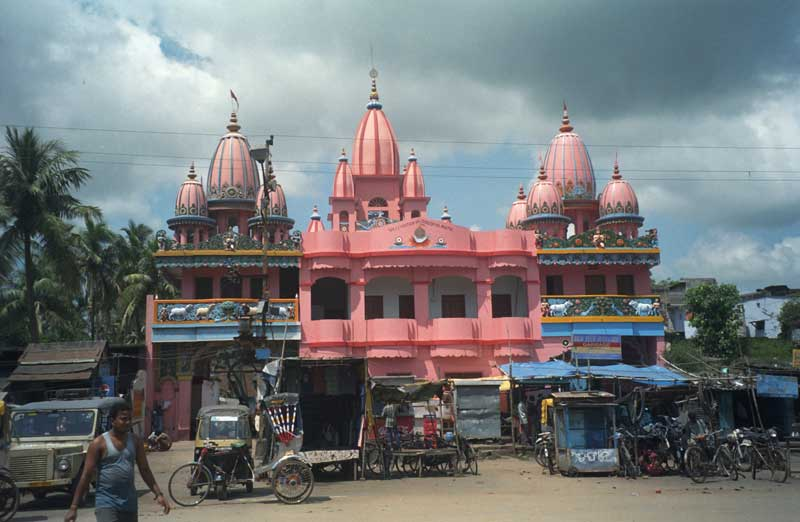
Templo del grupo hinduista Gaudíia Matha, perteneciente a la religión krisnaísta gaudíia, en la provincia de Orissa (India).

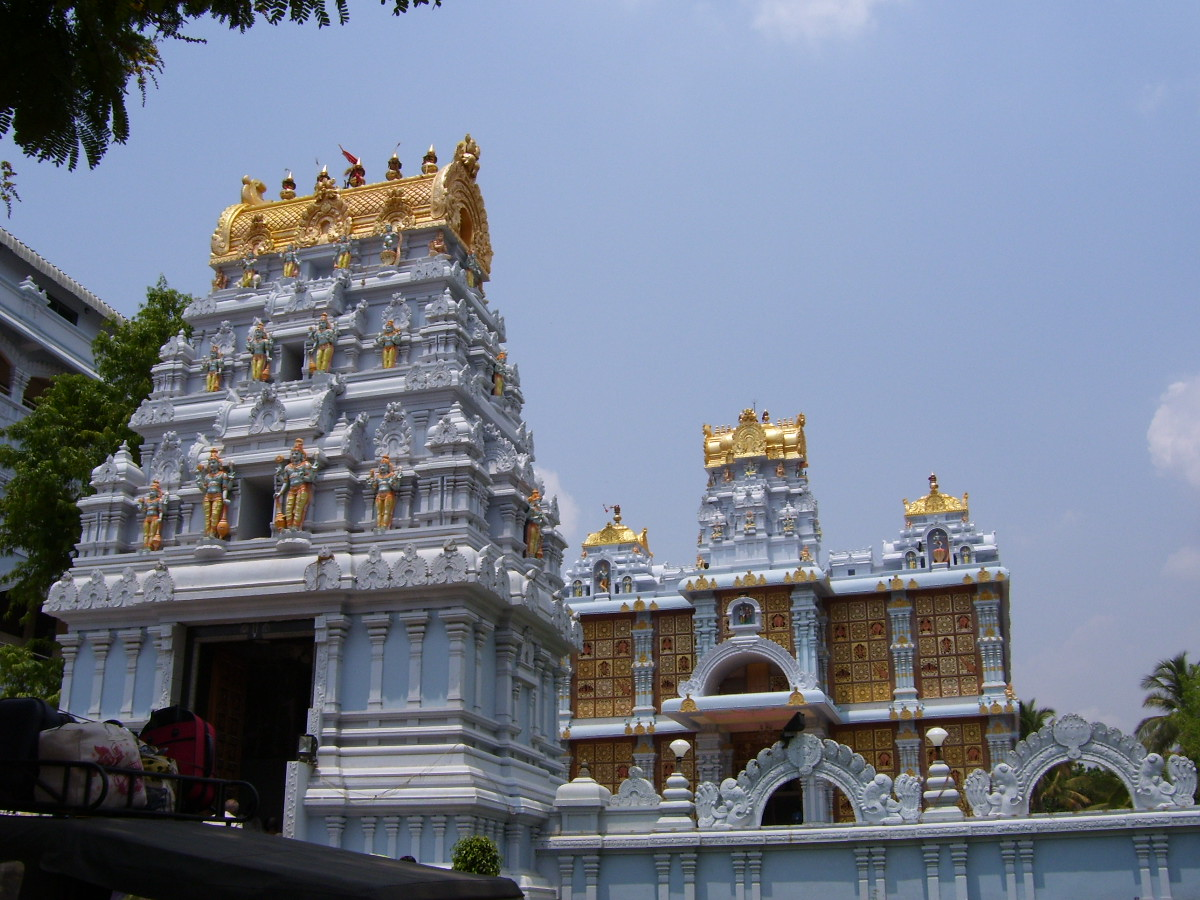
Templo gaudíia vaisnava del grupo hare krisna ISKCON, en Tirupathi (sur de la India).

El vaisnavismo gaudiya (‘visnuismo de Bengala’, en el noreste de la India) es un movimiento religioso fundado en Bengala (India) por el místico bengalí Chaitania (1486-1534).
En sánscrito se llama gauḍīya-vaiṣṇava-sampradāya (la ‘tradición visnuista del país de Gauḍa’).
En pocas ocasiones se puede encontrar también la denominación «vaisnavismo de Chaitania».
El término gaudiya se refiere al país de Gauda ―actualmente repartido entre el estado de Bengala Occidental (India) y la República de Bangladés―, en el noreste del subcontinente indio.
El término vaisnava (visnuista) significa ‘[adorador] de Visnú’, aunque desde hace unos pocos siglos significa más bien krisnaísta (‘[adorador] de Krisná’).
Esta doctrina se basa en el Bhagavad-gītā (siglo III a. C.) y el Bhagavata-purana (siglo XI d. C.), y algunos otros determinados Puranas y Upanishads ―tales como el Ishopanishad, el Gopalá-tapani-upanishad y el Kali-santarana-upanishad―.
El centro de la doctrina es el bhakti (‘devoción’ o servicio devocional) dirigido a Radha y Krisná ―la forma original dual de Dios según esta doctrina― y sus muchos avatares (‘encarnaciones’).
La forma más popular de esta adoración se refiere a cantar y recitar los «santos nombres» de Radha y Krisná, tales como Hare, Krisná y Rama (cuya forma más común es el mantra Hare Krisná:

Hare Krishna, Hare Krishna
Krishna Krishna, Hare Hare

Hare Rama, Hare Rama,
Rama Rama, Hare Hare

El canto en voz alta (con melodía y ritmo) se llama kirtan y la recitación en voz baja se llama yapa.
Esta doctrina afirma que el vocativo Hare (referido tradicionalmente al sustantivo masculino Hari, un nombre de Visnú) se refiere en realidad al sustantivo femenino Harā (un nombre de Radha), y que el nombre Rama (que en el hinduismo tradicional se refiere al popular dios de la India o al hermano de Krisna, Bala-Rama) se refiere en realidad a Krisna como Radha-Rámana (‘el placer de Radha’).

## Contexto dentro del hinduismo
Los creyentes en esta doctrina la llaman también «brahma-madhua-gaudíia sampradaia», sugiriendo que proviene de una de las religiones reconocidas dentro del hinduismo, llamada brahma-madhua sampradaia (siendo sampradaia: sucesión más o menos ininterrumpida de gurús). Esa religión había sido creada en el siglo XIV por el escritor religioso Madhua (1238-1317), quien afirmaba haber sido discípulo directo de Viasa (mítico personaje del Majábharata, que de haber existido habría sido anterior a Madhua en varios milenios {según algunas evidencias srila viasadeva si existió en vrindavan lo triste es el hecho de no tener un cuerpo pero sus enseñanzas son la base de todo en el mundo
A ciertas sociedades secretas no les conviene aceptar muchas verdades hindúes}), quien a su vez fue discípulo del sabio volador Nárada, quien fue discípulo de su padre el dios Brahmá.
Chaitania ―el fundador de la brahma-madhua-gaudíia sampradaia― sostenía que su doctrina era descendiente de aquella tradición ―la brahma-madhua sampradaia―.

## Conceptos no doctrinales

### Seres no vivos
De acuerdo con el hinduismo en general, la conciencia no es un subproducto de prakriti (la materia), sino un síntoma de la existencia del alma.
Todos los seres vivos (yivá-atma, ‘almas’ en sánscrito) son distintos del cuerpo que ocupan. La naturaleza del alma es eterna, immutable e indestructible, sin creación ni destrucción posible.
Las almas que son cautivadas por la naturaleza ilusoria del mundo (maya) nacen y mueren repetidamente en varias especies de vida (animales y vegetales) en este planeta y en otros planetas (según los hinduistas, todos los planetas, incluso los más inhóspitos, están habitados), de acuerdo con las leyes del karma.
Estos conceptos son coherentes con el concepto del samsara (‘reencarnación’) que se encuentra en todas las creencias del hinduismo.
Varias doctrinas hinduistas sostienen que la meta de la vida de las almas es la liberación (conocida como moksha) de este proceso de reencarnación continua.
Las doctrinas difieren entre sí en la manera de lograr esta liberación:
- yoga erotica (meditación), según el astanga-yoga y el raya-ioga.
- gñana (conocimiento espiritual), según los vedantistas y los maiavadis.

En cambio el vaisnavismo gaudíia sostiene que la meta de la vida no es la liberación del ciclo de nacimientos y muertes, sino el bhakti (amor devocional) es su estado más elevado: el amor puro por Krisná, no contaminado por el conocimiento acerca de la divinidad del adorado.

### Dios
Los gaudíia vaisnavas adoran a Krisná como la forma original de todas las formas de Dios, pero también adoran a muchas deidades representativas de Sus diversos aspectos (con personalidades muy diferentes entre sí) con rituales estrictos y complicados (aunque no tan complejos como los de otras religiones hinduistas, especialmente en el Sur de la India).
A pesar de la variedad de deidades y santos que adoran, se autoclasifican como una tradición monoteísta. Explican esto como la adoración a un único Dios, Krisná, que también se expande a sí mismo en diferentes formas y personalidades avataras.
Creen que Dios tiene muchas formas y nombres, pero que el nombre Krisná ―que significa ‘supremo atractivo’ en sánscrito― es la descripción más completa, debido a que es la verdad absoluta; esto cubre todos los aspectos de Dios, como todopoderoso, omnipresente, misericordioso y amoroso.
Los nombres de Dios de otras religiones (tales como Alá y Jehová también se consideran títulos genuinos de la misma persona suprema.
Uno de los aspectos más importantes del vaisnavismo gaudíia es que Krisná se adora especialmente como la fuente de todas las encarnaciones de Dios. Esto se basa en el verso «krisnás tu bhagaván swaiam» (‘Krisná sin embargo es el Opulento mismo’), en el Bhagavata-purana. y en un texto del Bhagavad-gītā, donde el guerrero Áryuna, amigo de Krisná, le dice:

Tú eres la Suprema Personalidad de Dios, la última morada, el más puro, la verdad absoluta. Eres la persona eterna, transcendental y original, el innacido, el más grande. Todos los grandes sabios, como Nárada, Asita, Devala y Viasa confirman esta verdad acerca de ti, y ahora tú mismo me lo declaras».
Bhagavad-guita 10.12-13

### Inconcebible diferencia y no diferencia
Un concepto particularmente distintivo de la doctrina gaudíia vaisnava expuesta por Chaitania es el de achintia bheda abheda (‘inconcebible diferencia y no diferencia’), que los vaisnavas generalmente traducen como ‘inconcebible unidad y diferencia’ en el contexto de la relación entre las almas y Dios.
Las almas (yivátma) se describen como idénticas a Dios en calidad, pero en términos de cantidad, las almas individuales son infinitesimales en comparación con la infinita alma suprema.
La exacta naturaleza de esta relación (es simultáneamente diferente y no diferente de Krisná) es inconcebible para la comprensión humana.
Esta doctrina sirve como un encuentro entre dos escuelas opuestas del hinduismo:
el monismo puro (Dios y las almas son la misma entidad) y
el dualismo puro (Dios y las almas son completamente diferentes).
Sin embargo, en la práctica, la doctrina gaudíia vaisnava tiene más en común con las doctrinas dualistas, ya que Krisná se adora como una persona suprema, completamente diferente que su adorador.

## Actividades devocionales

### Bhakti (devoción)
La práctica de la vida devocional se describe como bhakti (devoción), que ellos a veces llaman bhakti yoga (el «yoga» de la devoción).
Las dos etapas del bhakti son:
- vaidhi bhakti (siendo vidhi: ‘reglas’), el cual es el servicio devocional mediante la práctica (sádhana) de regulaciones
- raganugá bhakti (siendo raga: ‘apego [a Krisná]’, anu-gá: ‘seguir minuciosamente’), etapa de servicio devocional espontáneo basado en el deseo de complacer personalmente a Krisná.

La elegibilidad para practicar el raganugá sádhana se crea mediante 1) el cultivo del básico vaidhi bhakti y 2) el objetivo de cultivar prema.
Tanto el vaidhi bhakti como el raganugá bhakti están basados en la repetición de los nombres de Krisná, tanto recitados o cantados y la meditación en Su forma y pasatiempos.
La purificación de la conciencia sucede mediante el yapa (recitación), el kírtan (canto en voz alta) y el bhayan (adoración mental y recuerdo de pasatiempos de Radha y Krisná).
Los practicantes recitan el mantra Hare Krisna diariamente, a veces durante varias horas al día.
Dentro de esta religión, es conocida la leyenda de uno de los amigos y discípulos de Chaitania, llamado Haridasa Thakur, que cantaba 300 000 nombres (18 750 mantras completos) al día.

### Dieta y estilo de vida
Los gaudíia vaisnavas siguen una dieta lactovegetariana, y se abstienen de todo tipo de carne animal, incluido el pescado y el huevo.
También evitan la cebolla, el ajo y los champiñones porque creen que promueven en la persona el estado de tamas.
Se abstienen de todas las bebidas y sustancias embriagantes (entre los que incluyen el té y el café).
Todos los tipos de comida permitidos deben ser primero ofrecidos a Krisná, y luego los remanentes se comen como Su prasadam (misericordia).
Esto se basa en dos enseñanzas de Krisná en el Bhagavad-guita:

Si alguien me ofrece con amor y devoción una hoja, una flor, fruta o agua, yo lo aceptaré.
Krisná (Bhagavad-guita 9.26)

Los que comen los remanentes de comida de un sacrificio iagñá son santos y se liberan de todos los pecados, pero comen pecado los que cocinan para sí mismos, y son pecadores.
Krisná (Bhagavad-guita 3, 13)

El estilo de vida varía según los practicantes. Los vaisnavas ortodoxos evitan tomar cualquier droga recreativa o embriagante, y las relaciones sexuales con el fin exclusivo de procrear.
Muchos gaudíia vaisnavas viven su juventud como monjes célibres (brahmacharis), y la mayoría de los gurus mayores viven como monjes renunciantes (sanniasís) después de los cincuenta años de edad.

## Historia del vaisnavismo gaudíia
Tres siglos después de la muerte de Chaitania, la religión gaudíia-vaisnava sobrellevó cambios hasta adoptar la forma que se encuentra en todas partes de la India actual.
En los primeros años, los seguidores de Nitiánanda, Adwaita Acharya y otros compañeros de Chaitania educaban e iniciaban a personas en sus propias casas de familia, en toda Bengala.
Chaitania le ordenó a un selecto grupo de eruditos seguidores, que más tarde serían conocidos como los Seis Gosuamis de Vrindavan, que escribieran acerca de la teología del bhakti de manera sistemática.
Esta teología enfatizaba la relación del devoto con la divina pareja (Radha y Krisná) y consideraba la verdad más profunda que Chaitania era la personificación de ambos.
Los seis teólogos fueron
- Rupa Goswami
- Sanatan Goswami
- Gopal Bhatt Goswami
- Raghunath Bhatt Goswami
- Raghunath Das Goswami y
- Yiva Goswami (sobrino de los hermanos Rupa y Sanatan).

En la segunda generación de esta tradición, Narottama, Srinivasa y Shiamananda (tres discípulos de Yivá Goswami, que era el más joven de los Seis Gosuamis), tuvieron un papel importante en difundir esta doctrina en todo Bengala y Orissa.
El festival de Kheturi (aprox. en 1574), que fue presidido por Yajnava Thakurani, la esposa de Nitiananda, fue la primera vez en que se juntaron los líderes de varias ramas de la religión de Chaitania.
Mediante esos festivales, los miembros de la religión (con una organización elástica) se daban cuenta de la existencia de otras ramas, con sus respectivas sutiles variantes teológicas, rituales y prácticas. Esta tradición mantuvo su naturaleza pluralista, sin una autoridad central que presidiera sobre estos temas. El festival de Kheturi permitió la sistematización de la teología gaudíia vaisnava como una rama diferente y nueva de la teología vaisnava.
En el siglo XVII, Vishvanath Chakravarti Thakur clarificó los temas centrales de la doctrina (el raganugá-bhakti) mediante libros tales como el Raga vartma chándrika.
Su estudiante Baladeva Vidia Bhushana escribió un famoso comentario al Vedanta sutra, llamado Govinda bhashia (‘comentario de Govinda [Krisná]’, ya que Baladeva dijo que esa nueva interpretación del Vedanta no era de él, sino que había tenido una aparición de Govinda, quien le había inspirado estos textos).
En el siglo XVIII los dos principales exponentes de esta religión fueron Yaia-Krisna Das Bábayi (del bosque Kamiavána, en Vrindavan), y Krisnadás Bábayi (de la colina de Góvardhan, a 25 km de Vrindavan).
El segundo desarrolló la adoración meditativa (raga-bhayan: ‘adoración con apego’) que actualmente utilizan ramas de la religión gaudíia vaisnava basadas en Vraya (otro nombre de Vrindávan, la tierra de Krisná).
Desde el mismo principio de la religión bhakti en Bengala, Chaitania había atraído con su carisma a varios musulmanes de nacimiento (como Jaridás Thákur) o a bráhmanas hinduistas convertidos en musulmanes (como Rupá y Sanátana Gosuami).

### La Gaudiya Math
Los historiadores de la organización Gaudiya Math (primera mitad del siglo XX) afirman que entre los siglos XVII y XIX hubo un periodo de declinación general de la religión de Chaitania, caracterizado por el decrecimiento en la predicación y la aparición cada vez mayor de grupos que promocionaban prácticas materialistas con la excusa de practicar la religión de Chaitania.
Cada grupo acusaba a los demás de ser apa-sampradaia (‘sucesión discipular falsa’, fuera de la tradición).
A fines del siglo XIX, el erudito bengalí Kedarnath Bhaktivinoda Datt (1838-1914) que trabajaba también como secretario judicial de las Cortes británicas en Calcuta y otros lugares) escribió varios libros acerca de la superioridad de la religión de Chaitania.
Uno de sus hijos, Bimala Prasad Bhaktisiddhanta Datt (1874-1937), se convirtió en un erudito y carismático predicador. Su enfoque del bhakti estaba basado en la práctica de principios regulativos morales, por encima del sentimiento devocional. Fundó la asociación Gaudiya Matt (‘templo bengalí’). Tuvo muchos discípulos y por medio de ellos fundó varios monasterios en toda la India. Algunos discípulos aislados abrieron templos en Birmania y Londres.
Un ignoto discípulo suyo, Bhaktivedanta Swami (1896-1977), viajó a Estados Unidos en 1965 y fundó una rama del Gaudiya Matt llamada ISKCON (International Society for Krishna Consciousness: Sociedad Internacional para la Conciencia de Krisna), aunque mucho menos ortodoxa que la Gaudiya Matt india debido a la incapacidad de los occidentales para estas prácticas, pero con los mismos fundamentos filosóficos. En la coyuntura que se estaba viviendo en Estados Unidos en los años sesenta, el éxito de Bhaktivedanta Swami fue arrollador.
Tras la muerte de Bhaktivedanta Swami, muchos de sus discípulos ―desalentados por el rumbo que tomó la institución― tomaron la guía de Sridhar Gosuami (1895-1988) y otros gurús del Gaudiya Matt, como Bhakti Pramode Puri Majarás, Bhaktivedanta Naráian Majarás y Gour-Govinda Majarash.

## Diferencias entre la religión gaudiya y otros credos krisnaístas
Aunque comparten un grupo de creencias común, hay ciertas diferencias entre el krisnaísmo de Bengala y otras doctrinas krisnaístas:
En el krisnaísmo gaudíia, Krisná es considerado la forma original de Dios, o sea la fuente del dios Visnú, y no su octavo avatar.
Esto se basa en el verso 1.3.28 del Bhagavata-purana («krisnás tu bhagavan swaiam») y otras escrituras.
Esta creencia es compartida por las sampradaias (tradiciones religiosas) de Nimbarka y de Vallabha, pero no por la de Ramanuya y Madhwa, que creen que Krisná es un avatar de Visnú.
El Bhagavata-purana presenta con gran detalle los lilás (pasatiempos, diversiones) de Krisná, desde su infancia en Vrindāvan hasta su vida como rey en Dwaraka. Por eso es el Purana más importante para los vaisnavas gaudíia.
Este tema fue elaborado por Yivá Goswami (uno de los Seis Gosuamis de Vrindávan) en su Krisná-sandarbha.
Similarmente, Radha ―como es la amante de Krisná― es vista como la fuente de toda las shaktis, incluida Lakshmi (la diosa esposa del dios Visnú), y no es una expansión de ella.
En la religión creada por Chaitania, él es adorado como el avatar más reciente de Krisná, que descendió en el iuga (periodo) actual.
Otros sampradayas ven a Chaitania sólo como un devoto de Krisná, y no como Krisná mismo en forma de avatar.
De acuerdo con sus hagiógrafos, en público Chaitania nunca demostraba ser Krisná, e incluso evitaba ser nombrado como tal.
Sin embargo, en otras ocasiones Chaitania se mostraba como Krisná y actuaba como El(pero siempre de manera privada y confidencial). Sus más íntimos compañeros también declararon que en ocasiones les exhibía su forma universal (la forma de Dios como el universo completo).
Para demostrar que Chaitania era Krisná mismo, sus seguidores utilizan un verso profético del Bhagavata-purana, que desde hace varios siglos varias personas pretenden cumplir.